# Saint-Apollinaire (Altos-Alpes)
Saint-Apollinaire é uma comuna francesa na região administrativa da Provença-Alpes-Costa Azul, no departamento de Altos-Alpes. Estende-se por uma área de 7,54 km². Em 2010 a comuna tinha 164 habitantes (densidade: 21,8 hab./km²).